# Jacques Marie Johannes Cornelissen
Jacques Marie Johannes Cornelissen (Nijmegen, 7 mei 1909 – Hoog-Keppel, 6 februari 1999) was een Nederlands burgemeester.

## Loopbaan
Op 15 februari 1950 werd Cornelissen burgemeester van Oldenzaal. Met ingang van 16 januari 1959 verruilde hij het burgemeesterschap aldaar voor dat van Doetinchem. Tijdens de periode dat hij burgemeester van Doetinchem was, kreeg de stad een nieuw gemeentehuis en een nieuwe muziekschool. Tevens werd in deze jaren schouwburg Amphion gebouwd.